# Ataenius tovarensis
Ataenius tovarensis är en skalbaggsart som beskrevs av Zdzisława Stebnicka 2001. Ataenius tovarensis ingår i släktet Ataenius och familjen Aphodiidae. Inga underarter finns listade.